# جورج آرثر
جورج آرثر (بالإنجليزية: George K. Arthur)‏ (و. 1899 – 1985 م) هو ممثل، من المملكة المتحدة، توفي في مدينة نيويورك، عن عمر يناهز 86 عاماً.

## جوائز وترشيحات
حصل على جوائز منها:
- Academy Award for Best Short Subject, Two-reel  [لغات أخرى]‏، عن عمل: The Bespoke Overcoat [الإنجليزية]‏.

ترشح لـ:
- Academy Award for Best Short Subject, Two-reel  [لغات أخرى]‏
- Academy Award for Best Short Subject, Two-reel  [لغات أخرى]‏، عن عمل: The Bespoke Overcoat [الإنجليزية]‏.

## وصلات خارجية
- جورج آرثر على موقع IMDb (الإنجليزية)
- جورج آرثر على موقع ألو سيني (الفرنسية)
- جورج آرثر على موقع أول موفي (الإنجليزية)
- جورج آرثر على موقع قاعدة بيانات برودواي على الإنترنت (الإنجليزية)
- جورج آرثر على موقع قاعدة بيانات الأفلام السويدية (السويدية)
- جورج آرثر على موقع قاعدة بيانات الفيلم (الإنجليزية)
- جورج آرثر على موقع كينوبويسك (الروسية)